# Lars!
Lars! is een Belgische stripreeks die voor het eerst is verschenen in 2009 met Steven Degryse als scenarist en tekenaar. Dit album werd uitgegeven door Silverster.

## Albums
Alle albums zijn geschreven en getekend door Steven Degryse en uitgegeven door Silverster.
1. Attacks
2. Extra Lars